# Амерндорф
Амерндорф (њем. Ammerndorf) град је у њемачкој савезној држави Баварска. Једно је од 14 општинских средишта округа Фирт. Према процјени из 2010. у граду је живјело 2.192 становника. Посједује регионалну шифру (AGS) 9573111.

## Географија
Амерндорф се налази у савезној држави Баварска у округу Фирт. Град се налази на надморској висини од 316 метара. Површина општине износи 5,1 km².

## Становништво
У самом граду је, према процјени из 2010. године, живјело 2.192 становника. Просјечна густина становништва износи 433 становника/km².

## Међународна сарадња
| Мјесто | Држава     | Врста сарадње | Од    |
| ------ | ---------- | ------------- | ----- |
|        | Швајцарска | партнерство   | 1996. |
| Извор  |            |               |       |